# وادي زيد
وادي زيد: إحدى مراكز محافظة النماص. تقع في شمال المحافظة على مسافة 15 كيلاً، ويقطنها 4481 نسمة.